# Bank of Englands sedelutgivning

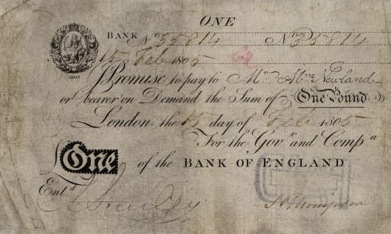
£1 sedel, utgiven i London 1805

The Bank of England, numera Central Bank of the United Kingdom, har utfärdat brittiska pund-sedlar sedan 1694. 1921 fick The Bank of England statligt monopol på utgivning av sedlar i England och Wales. Sedlarna är giltiga i hela Storbritannien och ska fungera även i andra länder med brittiska pundet som valuta. Ursprungligen var sedlarna handskrivna. Från 1970 har Bank of Englands sedlar haft kända brittiska personligheter som tema på sedlarnas baksida, medan framsidan prytts av drottning Elizabeth II.

## Nuvarande banksedlar
År 1988 togs enpundssedeln bort och det finns fyra olika valörer på de brittiska sedlarna, £5, £10, £20 och  £50 i cirkulation. År 2016 gavs det ut en ny fempundssedel tillverkad i polymer och 2017 samt 2020 ska det ges ut nya tio- samt tjugopundssedlar också.
| Valör | Storlek (millimeter | Färgtema | Färgtema   | Temapersonlighet                                                                             | Utgivningsdatum   |
| ----- | ------------------- | -------- | ---------- | -------------------------------------------------------------------------------------------- | ----------------- |
| £5    | 135 × 70            |          | Turkos/blå | Fängelsereformatorn och filantropen Elizabeth Fry som läser för fångar på Newgatefaängelset. | 21 maj 2002       |
| £5    | 125 × 65            |          | Turkos/blå | Yousuf Karsh porträtt av Winston Churchill från 1941                                         | 13 september 2016 |
| £10   | 142 × 75            |          | Orange     | Biologen Charles Darwin och expeditionsfartyget HMS Beagle.                                  | 7 november 2000   |
| £10   | 132 × 69            |          | Orange     | Författaren Jane Austen.                                                                     | Sommaren 2017     |
| £20   | 149 × 80            |          | Blå        | Ekonomen Adam Smith.                                                                         | 13 mars 2007      |
| £20   | 149 × 80            |          | Blå        | Konstnären William Turner och hans verk The Fighting Temeraire                               | Under 2020        |
| £50   | 156 × 85            |          | Röd        | Ångmaskinens fäder Matthew Boulton och James Watt.                                           | 2 november 2011   |

## Historik

### 1800-talet
Genom Bank Charter Act, 1844, begränsades andra banker i England att ge ut egna sedlar. 

### 1900-talet
1921 fick Bank of England slutligen fullständigt legalt monopol på utgivning av banksedlar i England och  Wales. Det var slutpunkten i den process som inleddes med Bank Charter Act ett åttiotal år tidigare.